# Nicolas Vallée
Nicolas Vallée (3 de febrero de 1998) es un deportista francés que compite en ciclismo en la modalidad de trials.
Ganó seis medallas en el Campeonato Mundial de Trials, entre los años 2017 y 2021, y dos medallas de plata en el Campeonato Europeo de Ciclismo de Montaña, en los años 2018 y 2019.

## Palmarés internacional
| Campeonato Mundial | Campeonato Mundial | Campeonato Mundial | Campeonato Mundial |
| Año                | Lugar              | Medalla            | Competición        |
| ------------------ | ------------------ | ------------------ | ------------------ |
| 2017               | Chengdu ( China)   | Medalla de plata   | Trials 26″         |
| 2018               | Chengdu ( China)   | Medalla de bronce  | Trials 26″         |
| 2018               | Chengdu ( China)   | Medalla de bronce  | Trials por equipos |
| 2019               | Chengdu ( China)   | Medalla de plata   | Trials 26″         |
| 2019               | Chengdu ( China)   | Medalla de bronce  | Trials por equipos |
| 2021               | Vic ( España)      | Medalla de plata   | Trials por equipos |
| Campeonato Europeo |                    |                    |                    |
| Año                | Lugar              | Medalla            | Competición        |
| 2018               | Moudon ( Suiza)    | Medalla de plata   | Trials 26″         |
| 2019               | Lucca ( Italia)    | Medalla de plata   | Trials 26″         |